# Melanoplus complanatipes
Melanoplus complanatipes är en insektsart som beskrevs av Scudder, S.H. 1897. Melanoplus complanatipes ingår i släktet Melanoplus och familjen gräshoppor.

## Underarter
Arten delas in i följande underarter:
- M. c. complanatipes
- M. c. canonicus